# Delia apicifloralis
Delia apicifloralis är en tvåvingeart som beskrevs av Xue 2002. Delia apicifloralis ingår i släktet Delia och familjen blomsterflugor.
Artens utbredningsområde är Gansu (Kina). Inga underarter finns listade i Catalogue of Life.